# Combate de Pernes
Na localidade de Pernes ocorreram, com pouco tempo a separar os dois eventos, duas refregas militares. A primeira, o Combate de Pernes foi uma batalha ocorrida na vila portuguesa de Pernes, em 1833.
Assim, a 11 de novembro de 1833, Pernes foi palco de uma batalha entre tropas do Marechal Saldanha e as tropas Miguelistas que guardavam os moinhos da Ribeira de Pernes, onde se abastecia de farinha o Rei D. Miguel e as suas tropas acantonadas em Almeirim. As tropas do Marechal Saldanha, numa ação de surpresa, conseguem destruir grande parte dos moinhos e pôr em debandada as tropas de D. Miguel.
Já no ano seguinte, a 30 de janeiro de 1834, dá-se, porém, a Grande Batalha de Pernes, que ficou conhecida na história como a Retirada de Pernes, em que as tropas do Marechal Duque de Saldanha infligem pesada derrota às tropas de D. Miguel, chefiadas pelo general Caetano Alberto de Sousa Canavarro, com cerca de 900 baixas, a maior parte afogados no Rio Alviela.
Batalha decisiva para pôr termo à Guerra Civil entre Liberais e Miguelistas, nesta batalha tem ação preponderante o tenente-general Pedro Paulo Ferreira de Sousa, a quem virá a ser atribuído o título de 1.º barão de Pernes.